# Eatoniella demissa
Eatoniella demissa (E.A.Smith, 1915) è un mollusco gasteropode marino della famiglia Eatoniellidae.

## Descrizione
Si differenzia dalle altre specie di Eatoniella antartiche per la sua conchiglia di colore bianco, a forma di vortice convesso.

## Distribuzione e habitat
La specie è endemica dell'oceano Antartico (in particolare del mare di Re Haakon VII e del mare di Davis).